# Абдул Кахар
Абдул Кахар — султан Брунею, який правив у першій половині XVI століття.
Згідно з офіційною брунейською історіографією правив з 1524 року до зречення престолу 1530 (чи 1535) року на користь сина, Саїфа Ріджала. Помер 1578 року. За його правління Бруней відвідав португальський мореплавець Жоржі де Мінезіш.
Натомість іспанські джерела вказують, що Саїфу Ріджалу було 59 років у 1579 році, тобто дата його народження — 1520 рік, і він ніяк не міг стати султаном у 1530 чи 1535.